# Axiomas de Hilbert
Os axiomas de Hilbert são um conjunto de 20 (originalmente 21) premissas propostas por David Hilbert em 1899 no seu livro Grundlagen der Geometrie (tr. Fundamentos da Geometria), como a fundação de um tratamento moderno da geometria euclidiana. Outras axiomatizações modernas da geometria euclidiana são as de Alfred Tarski e de George Birkhoff.
O objetivo de Hilbert foi o de identificar um conjunto simples e completo de axiomas independentes a partir do qual os mais importantes teoremas geométricos pudessem ser deduzidos. Os objetivos principais eram tornar rigorosa a geometria euclidiana (para evitar pressupostos escondidos) e deixar claras as ramificações do postulado das paralelas.

## História
Após séculos da publicação dos Elementos de Euclides, de 1482, surgiram traduções do livro para as línguas europeias durante o período da Renascença. Essa retomada favoreceu o desenvolvimento matemático. No final do século XIX, o alemão David Hilbert compôs um sistema completo de axiomas para a Geometria Euclidiana plana que validava os resultados propostos anteriormente por Euclides e a apresentou uma conferência na Universidade de Göttingen. Esse sistema organizou os fundamentos da tal geometria. 

## Os axiomas

Axioma: Se P está entre A e B, então P também está entre C e A, e existe uma reta contendo os pontos A, B e C.

As noções primitivas são: o ponto, a reta e o plano. E há três relações primitivas:
- Estar entre, uma relação ternária entre pontos;
- Estar contido, três relações binárias, uma ligando pontos e retas, uma envolvendo pontos e planos e outra entre retas e planos;
- Ser congruente, duas relações binárias, uma entre segmentos de reta e outra entre ângulos, ambas denotadas por um ≅ infixo.

Note que o segmento de reta, ângulo, e triângulo, cada um pode ser definido em termos de pontos e retas, usando as relações de estar entre e estar contido.

### I. Combinação
1. Dois pontos distintos A e B sempre determinam completamente uma linha reta a. Escrevemos AB = a ou BA = a. Ao invés de "determinar", também podemos utilizar outras expressões, por exemplo, podemos dizer "A esta sobre a", "A é um ponto de a", "a passa por A e B", "a liga A até B", etc. Se A está sobre a e ao mesmo tempo outra linha reta b, podemos também utilizar a expressão "As linhas retas a e b tem o ponto A em comum", etc.
2. Quaisquer dois pontos distintos de uma linha reta determinam completamente aquela reta, isto é, se AB = a e AC = a, se B ≠ C, então BC = a.
3. Três pontos A, B e C não situados na mesma reta sempre determinam completamente um plano α. Escrevemos ABC = α. Empregamos também expressões como "A, B, C estão sobre α", "A, B, C são pontos de α", etc.
4. Quaisquer três pontos A, B e C de um plano α, que não estão na mesma linha, determinam completamente aquele plano.
5. Se dois pontos A e B de uma linha a estão em um plano α, então todos os ponto de a estão sobre α. Nesse caso podemos dizer que "Essa linha a está sobre α", etc.
6. Se dois planos α e β tem um ponto A em comum, então eles tem pelo menos um segundo ponto B em comum.
7. Em cada linha reta existe pelo menos dois pontos, em cada plano, pelo menos três pontos que não estão sobre a mesma reta, e no espaço existem pelo menos 4 pontos que não estão sobre o mesmo plano.

### II. Ordem
1. Se o ponto B esta entre os pontos A e C, B também está entre C e A, e existe ali uma linha contendo os pontos A, B, C.
2. Se A e C são dois pontos de uma linha reta, então existe pelo menos um ponto B situado entre A e C e pelo menos um ponto D situado tal que C fica entre A e D.
3. De qualquer três pontos situados na mesma reta, sempre há um e somente um que se situa entre os outros dois.
4. Axioma de Pasch: Seja A, B e C três pontos que não estão na mesma reta e seja a uma reta sobre o plano ABC e não passe por nenhum dos três pontos A, B, C. Então, se a reta a passa sobre um ponto do segmento AB, ela também passará por um ponto do segmento BC ou um ponto do segmento AC.

### III. Paralelas
1. Axioma de Playfair: Em um plano α pode ser desenhada passando pelo ponto A, passando por fora da reta a, uma única reta que não intercepta a. Essa reta é chamada de paralela de a pelo ponto A.

### IV. Congruência
1. Se A e B são dois pontos em uma reta a e se A´ é um ponto sobre a mesma ou outra linha reta a´ então, dado um lado de A´ na reta a´, podemos sempre encontrar um único ponto B´ tal que o segmento AB (ou BA) é congruente ao segmento A´B´. Indicamos essa relação escrevendo AB ≅ A´B´. Todo segmento é congruente a ele mesmo, ou seja, sempre temos AB ≅ AB.
2. Se o segmento AB é congruente ao  segmento A´B´ e também ao segmento A´´B´´, então o segmento A´B´ é congruente ao segmento A´´B´´, isto é, se AB ≅ A´B´ e AB ≅ A´´B´´, então A´B´ ≅ A´´B´´.
3. Tomando AB e BC como dois segmentos de uma reta a que não tem pontos em comum além do ponto B, e, além disso, tomando A´B´ e B´C´ como dois segmentos de outra reta a´ que, igualmente, não tem nenhum ponto além de B´ em comum. Então se AB ≅ A´B´ e BC ≅ B´C´, temos que AC ≅ A´C´.
4. Tomando o ângulo (h, k) de um plano α e uma linha reta a´ de um plano α´. Suponha também que, no plano α´, um dos lado é atribuido a a´. Seja h´ um semi-raio de a´ emanado do ponto O´ dessa reta. Então, no plano α´ há um unico semi-raio k´ tal que o ângulo (h, k) ou (k, h) é congruente ao ângulo (h´, k´) e ao mesmo tempo todos os pontos internos do ângulo (h´, k´) estão sobre o lado de a´. Expressamos essa relação pela notação ∠(h, k) ≅ (h´, k´). Do mesmo modo, todo ângulo é congruente a ele mesmo.
5. Se o ângulo (h, k) é congruente ao ângulo (h´, k´) e ao ângulo (h´´, k´´), então o ângulo (h´, k´) é congruente ao ângulo (h´´, k´´), isto é, se ∠(h, k) ≅ (h´, k´) e ∠(h, k) ≅ (h´´, k´´), então ∠(h´, k´) ≅ (h´´, k´´).
6. Se, em dois triangulos ABC e A´B´C´ as congruências AB ≅ A´B´, AC ≅ A´C´, ∠BAC ≅ ∠B´A´C´ existem, as congruências ∠ABC ≅ ∠A´B´C´ e ∠ACB ≅ ∠A´C´B´ tambem existem.

### V. Continuídade
1. Propriedade arquimediana: Tome A1 como um ponto qualquer sobre a linha arbitrária entre os pontos A e B. Tome os pontos A2, A3, A4, ..., tal que A1 se encontre entre entre A e A2, A2 entre A1 e A3, A3 entre A2 e A4, e assim por diante. Além disso, tome os segmentos AA1, A1A2,  A2A3,  A3A4, ..., sejam iguais entre si. Então, entre as séries de pontos, sempre existirá um certo ponto An tal que B fique entre A e An.
2. Axioma da Completude: em um sistema de pontos, retas e planos, é impossível adicionar outros elementos de tal maneira que o sistema então generalizado forme uma nova geometria obedecendo todas os cinco grupos de axiomas. Em outras palavras, os elementos da geometria formam um sistema que não é suscetível a extensões, se considerarmos os cinco grupos de axiomas como válidos.

## O 21º Axioma de Hilbert
Hilbert (1899) incluiu um 21º axioma que dizia o seguinte:
II.4. Teorema de Pasch. Quaisquer quatro pontos A, B, C, D de uma reta sempre podem ser arranjados tal que B se situe entre A e C e também entre A e D, e, além disso, C deve se situar entre A e D e também entre B e D.
E. H. Moore e R. L. Moore independentemente provaram que esse axioma é redundante, e o primeiro publicou seu resultado em um artigo que na Transactions of the American Mathematical Society em 1902.